# San Carlos (Antioquia)
San Carlos est une municipalité située dans le département d'Antioquia, en Colombie.